# Assyrtiko
Assyrtiko, assyritiko – jeden z najważniejszych greckich szczepów winorośli właściwej o białej skórce. Tradycyjna odmiana na wyspie Santoryn i pochodzi z niej albo innych wysp na Morzu Egejskim.

## Charakterystyka
Odmiana jest dość plenna i rośnie bujnie. 
Krzewy są odporne na upał, mączniaka prawdziwego i rzekomego. Owoce assyrtiko dzięki wysokiej zawartości kwasu winowego utrzymują kwasowość mimo gorącego klimatu uprawy. Grube drewno, osłaniające również owoce chroni przed wiatrem, a grona są zwarte.
Badania genetyczne wskazały na bliskie pokrewieństwo z innymi odmianami charakterystycznymi dla Wysp Egejskich: gaidouria i platani.
Odmiana arseniko jest porażonym wirusem klonem assyrtiko.
Większość krzewów nie była przeszczepiana na inne podkładki i dzięki temu wiek korzeni niektórych z nich sięga (2012) nawet 500 lat.

## Wina
Z assyrtiko wytwarza się lekkie, wytrawne, rześkie białe wina, o zauważalnej kwasowości i wysokiej jakości. Dobrze komponują się z prostymi potrawami z owoców morza. Stosunkowo łatwo utleniają się.
Terroir Santorynu pozwala na produkcję znakomitych win z assyrtiko, a krzewy odmiany zajmują 70% powierzchni winnic na wyspie. Białe wina są tam mocne i intensywne, silnie wytrawne, o zapachu cytrusów i nutach mineralnych i są objęte apelacją Santorini AO. Krzewy są tam tradycyjnie przycinane w formę koszyka w celu ochrony przed wiatrem. Z podsuszanych winogron produkuje się słodsze wino podobne do vin santo i określane na wyspie mianem liastos albo visánto.
W kupażach pojawiają się międzynarodowe odmiany sauvignon blanc i sémillon.

## Rozpowszechnienie
Statystyki z 1989 wykazywały w Grecji 1128 ha winnic obsadzonych odmianą, dziesięć lat później, w 1999 – 1106 ha. W 2008 areał sięgał 1704 ha, co dawało assyrtiko trzecią lokatę w Grecji wśród odmian o jasnej skórce.
Poza Santorini assyrtiko jest uprawiane m.in. w Attyce, na Półwyspie Chalcydyckim i półwyspie Athos. Wchodzi także w skład win macedońskich apelacji Playies Melitona AO i Drama TI.
W 2012 assyrtiko było uprawiane tylko w Grecji.

## Synonimy
Zarejestrowano następujące warianty nazwy: arcytico, asyrtico, asurtico, asyrtiko, assirtico, assyrtico, assiritiko.